# New Ross (Indiana)
New Ross é uma cidade  localizada no estado americano de Indiana, no Condado de Montgomery.

## Demografia
Segundo o censo americano de 2000, a sua população era de 334 habitantes.
Em 2006, foi estimada uma população de 329, um decréscimo de 5 (-1.5%).

## Geografia
De acordo com o United States Census Bureau tem uma área de
0,8 km², dos quais 0,8 km² cobertos por terra e 0,0 km² cobertos por água. New Ross localiza-se a aproximadamente 270 m acima do nível do mar.

## Localidades na vizinhança
O diagrama seguinte representa as localidades num raio de 16 km ao redor de New Ross.